# Syn King Konga
Syn King Konga (ang. The Son of Kong) – amerykański film z 1933 roku w reżyserii Ernesta Schoedsacka.

## Fabuła
Po ogromnych zniszczeniach w Nowym Jorku spowodowanych przez Konga Carl Denham jest zarzucany niezliczonymi pozwami o odszkodowanie. Decyduje się uciec z Nowego Jorku, szczególnie że został oskarżony przez sąd przysięgłych. Kapitan Englehorn, któremu też grozi więzienie, proponuje otworzyć wspólny interes w żegludze handlowej w Indiach Wschodnich.
W porcie Dakang Denham i Englehorn oglądają występ tresowanych kapucynek oraz młodej białej kobiety, Hildy Peterson. Denham widzi w niej potencjał. Hildzie nie podoba się, że jej ojciec oraz jednocześnie menedżer pije i znajduje podejrzanych kompanów do kieliszka. W wyniku pijackiej kłótni Petersona z pewnym Norwegiem w namiocie wybucha pożar, od którego ginie Peterson. Gdy Hilda próbuje złapać kapucynki zagaduje ją Denham. Wyznaje mu, że przed popadnięciem w alkoholizm jej ojciec był znanym cyrkowcem. 
W wiosce Hilda grozi Norwegowi, że powie holenderskiemu sędzi pokoju, że to on zabił jej ojca. W barze Norweg uradowany podchodzi do dyskutujących Denhama i Englehorna. Okazuje się, że to Nils Helstrom – człowiek, który wręczył Denhamowi mapę prowadzącą do Wyspy Czaszki. Helstrom też jest spłukany i pyta się, czy może się z nimi zabrać poza teren holenderskiej jurysdykcji. Początkowo Englehorn i Denham są niechętni do momentu, gdy Helstrom mówi, że na Wyspie Czaszki jest skarb ukryty przez tubylców. Denham przed wyjazdem zamierza się pożegnać się z Hildą. Ta widząc okazję prosi go, by odpłynęła wraz z nim i w odpowiedzi otrzymuje odmowę. 
Wypłynąwszy z Dakang na statku kucharz Charlie znajduje Hildę jako pasażera na gapę. W międzyczasie Helstrom chcąc przejąć statek podburza załogę informując o poprzedniej wyprawie na Wyspę Czaszki. Wkrótce zbuntowana załoga, nie chcąc zginąć na Wyspie Czaszki, wyrzuca Denhama i Englehorna. Dołączają do nich Hilda i kucharz Charlie, odchodzący ze statku z własnej woli. Wkrótce Helstrom odkrywa, że załoga nie chce być pod żadnym kapitanem i wyrzuca go za burtę. Denham niechętnie zabiera go na szalupę.
Po przybyciu na Wyspę Czaszki tubylcy na widok Denhama grożą śmiercią obwiniając go o zniszczenie wioski i śmierć ludzi z rąk Konga. Załoga szalupy wobec tego dobija do nadmorskich jaskiń. Denham wraz z Hildą szuka drogi na ląd i odkrywa gigantycznego albinotycznego goryla utkniętego w ruchomych piaskach. Denham uznaje, że musi to być syn Konga i nazywa go małym Kongiem. Wyciąga małego Konga z piasków i odchodzą w swoje strony. Po chwili Englehorn, Helstrom i Charlie widzą się z Denhamem i odkrywają coś na kształt świątyni. Denham mówi Englehornowi o małym Kongu i każe mu to ukrywać przed Helstromem.
W dżungli Helstrom, Englehorn i Charlie chronią się w jaskini przed styrakozaurem. W międzyczasie Denham i Hilda są atakowani przez gigantycznego niedźwiedzia jaskiniowego. Mały Kong niesiony krzykami Hildy biegnie na pomoc i po walce z niedźwiedziem jaskiniowym przegania go. Denham za namową Hildy bandażuje mu zraniony palec, próbując uspokoić wyrzuty sumienia wobec Konga. 
Następnego dnia mały Kong pomaga zburzyć ścianę w świątyni, w której znajduje się skarb. Do świątyni wkracza smokopodobny dinozaur, który toczy walkę z małym Kongiem. Wkrótce po zabiciu go przybywa Englehorn wraz z resztą. Denham chce powiedzieć o skarbie, gdy Helstrom przyznaje się, że zmyślił historię ze skarbem jako pretekst do opuszczenia Dakang. Na widok małego Konga Helstrom ucieka w panice. Denham obawia się, że może ukraść szalupę i każe reszcie go złapać. Gdy Helstrom ma uciec, zjada go wąż morski. 
Po chwili rozlega się potężne trzęsienie ziemi, które zatapia Wyspę Czaszki. Denham, który został w jaskini dla skarbu próbuje się z pomocą małego Konga wydostać się. Mały Kong mając utkwioną stopę na szczycie góry, poświęca swoje życie trzymając Denhama ponad wodą, dopóki ten nie zostanie uratowany. Po jakimś czasie Denham, Hilda, Englehorn i Charlie dostrzegają statek, który ich ratuje. Denham zdążył wziąć część skarbu z Wyspy Czaszki i decyduje podzielić zyski na całą czwórkę. Hilda mówi mu, żeby ich część skarbu była wspólna, na co Denham akceptuje ją jako partnerkę życiową.

## Obsada
- Robert Armstrong – Carl Denham
- Helen Mack – Hilda Peterson
- Frank Reicher – kapitan Englehorn
- John Marston – szyper Nils Helstrom
- Victor Wong – kucharz Charlie
- Ed Brady – bosman Red
- Clarence Wilson – Peterson
- Lee Kohlmar – Mickey
- Kathrin Clare Ward – pani Hudson
- Noble Johnson – wódz tubylców
- Steve Clemente – szaman